# Liste des émissions de C'est pas sorcier
Pour un article plus général, voir C'est pas sorcier.
Cette page présente la liste des émissions télévisées du magazine de vulgarisation scientifique français C'est pas sorcier.
On recense 559 émissions au 31 décembre 2013.
Les émissions ont été classées en six grandes catégories :
1. La Terre et l'Univers (79 émissions) : l'espace et l'astronomie (20), la géologie (24), la géographie et les découvertes (35)
2. La biodiversité, l'agronomie et l'environnement (144) : la faune (72), la botanique (14), l'alimentation et l'agronomie (26), l'écologie et le climat (32)
3. Le sport et la santé (80) : le corps humain (29), la médecine (31), le sport (20)
4. Les technologies, la physique et la chimie (150) : physique et chimie (14), énergie (17), les technologies et l'industrie (23), les transports (46), la Défense (12), les grands travaux et l'architecture (15), la communication (23)
5. L'histoire, la culture et la société (89) : l'histoire et l'archéologie (44), Arts et spectacles (18), économie et société (27)
6. Les émissions spéciales (14)

Certains épisodes sont disponibles en DVD.

## Terre et Univers

### Espace - Astronomie
| Titre                                                  | Année | Réalisateur                   | Animateurs           | DVD                      | Résumé |
| ------------------------------------------------------ | ----- | ----------------------------- | -------------------- | ------------------------ | --- |
| Ariane V                                               | 1998  | Franck Chaudemanche           | Fred et Jamy         | La conquête spatiale     | Présentation du lanceur européen Ariane 5 à Kourou en Guyane. |
| Comètes et astéroïdes                                  | 2002  | Lorraine Subra-Moreau         | Sabine et Jamy       | L'espace                 | D’où viennent les étoiles filantes et les comètes ? Qu'est ce qu'une météorite ou un astéroïde ? |
| Dans la ligne de Mir                                   | 1997  | Catherine Breton              | Fred et Jamy         |                          | Jamy nous expliquera où est située Mir dans l’espace, sur quelle orbite, comment le vaisseau Soyouz s’amarre à Mir et comment les cosmonautes reviennent sur terre.                                    |
| Homo Orbitus : comment aller dans l'espace et y vivre? | 1995  | Catherine Breton              | Fred et Jamy         |                          | Suivi d'un entraînement pour aller dans l’espace à l’Euro Space Center en Belgique. |
| Kourou : Aux portes de l'Espace                        | 2013  | Richard Cloué                 | Fred et Jamy         |                          | |
| La Terre vue de l'espace                               | 2005  | Luc Baudonnière               | Sabine et Jamy       | La conquête spatiale     | Rien n'échappe aux satellites d'observation. Grâce à leurs images, les Sorciers nous dévoilent la planète sous toutes ses coutures !                                                                   |
| La tête dans les étoiles                               | 1997  | Sophie Thomas-Gérard          | Fred et Jamy         | L'espace                 | Depuis l'observatoire de Haute-Provence les sorciers scrutent l’univers et nous parlent d’étoiles, de galaxies, de constellations, de supernovas et de nébuleuses.                                     |
| La vie extraterrestre                                  | 1999  | Catherine Breton              | Fred et Jamy         |                          | L'Univers est immense et la Terre reste la seule planète habitée connue. |
| Le port spatial de Kourou                              | 1998  | Franck Chaudemanche           | Fred et Jamy         |                          | Visite du centre spatial guyanais à Kourou d’où partent les lanceurs européens Ariane 4 et Ariane 5.                                                                                                   |
| Le Soleil : les Sorciers en connaissent un rayon       | 2009  | Catherine Breton              | Sabine et Jamy       | La tête dans les étoiles | |
| Le système solaire revisité                            | 2009  | Catherine Breton              | Sabine et Jamy       | La tête dans les étoiles | |
| Le Very Large Telescope : l'Univers dans un miroir     | 2004  | François Davin, Emilio Pacull | Fred et Jamy         |                          | Pour observer l’Univers et en sonder tous les mystères, les astronomes prennent de l’altitude et investissent les endroits les plus isolés de la planète.                                              |
| Le vol en impesanteur                                  | 2001  | Christophe Renon              | Fred et Jamy         | La conquête spatiale     | |
| Les exoplanètes : à la recherche d'autres mondes       | 2009  | Catherine Breton              | Sabine et Jamy       | La tête dans les étoiles | |
| Les mystères de l'Univers                              | 2004  | Emilio Pacull, François Davin | Sabine, Fred et Jamy | La tête dans les étoiles | |
| Les satellites                                         | 1997  | Catherine Breton              | Fred et Jamy         | La conquête spatiale     | Sur le site d'Astrium à Toulouse Fred et Jamy suivent la construction d'un satellite de communication                                                                                                  |
| Les sorciers décrochent la Lune                        | 1999  | Étienne Toussaint             | Fred et Jamy         | L'espace                 | À l'observatoire de la Côte d'Azur, Fred et Jamy découvrent comment se forment les chaînes de montagnes, de cratères, de failles et des mers sur la Lune et suivent l'éclipse solaire du 11 août 1999. |
| L'espace : les nouveaux défis                          | 2013  | Richard Cloué                 | Fred et Jamy         |                          | |
| L'homme dans l'espace : histoire d'une conquête        | 2007  | Isabelle Hostaléry            | Fred et Jamy         |                          | Un petit pas pour l’Homme, un bond de géant pour l’Humanité. En 1969, Neil Armstrong a posé le pied sur la Lune.                                                                                       |
| Pleins feux sur le système solaire                     | 1995  | Franck Chaudemanche           | Fred et Jamy         | L'espace                 | Présentation de la voûte céleste depuis l’observatoire du Pic du Midi dans les Pyrénées. |

### Géologie
| Titre | Année | Réalisateur                    | Animateurs           | DVD                                     | Résumé |
| --- | ----- | ------------------------------ | -------------------- | --------------------------------------- | --- |
| Les gorges de l'Ardèche : quelle descente ! | 2002  | Luc Baudonnière                | Fred et Jamy         |                                         | Présentation d’un canyon français vertigineux. |
| Le mystère des grottes de l’Ardèche | 2012  | Laurent Lichtenstein           | Sabine et Jamy       | La géologie                             | |
| L'Auvergne : une région qui a du cratère | 2002  | Lorraine Subra-Moreau          | Sabine et Jamy       | Volcans, séismes et tout le tremblement | |
| Le cuivre : les bons tuyaux | 2004  | Emilio Pacull, François Davin  | Sabine et Jamy       |                                         | Sabine se rend à Chuquicamata au Chili, la plus grande mine de cuivre à ciel ouvert du monde                                                                                               |
| L'Etna sous haute surveillance | 2001  | Christophe Renon               | Fred et Jamy         | Les phénomènes géologiques              | |
| Étretat : les sorciers attaquent la falaise | 2004  | Luc Baudonnière                | Sabine et Jamy       |                                         | Exploration des falaises de Haute-Normandie. |
| La France souterraine | 2005  | Catherine Breton               | Sabine et Jamy       |                                         | |
| Un tour de France spécial géologie - Géologie de la France : les sorciers font parler les cailloux - Géologie de la France : les sorciers en font des montagnes | 2009  | Pascal Léonard                 | Sabine, Fred et Jamy | La géologie                             | Émission spéciale de 52 minutes, remodelée ensuite en deux émissions de 26 minutes |
| Grottes, gouffres et abîmes | 1996  | Franck Chaudemanche            | Fred et Jamy         |                                         | Spéléologie dans les grottes et gouffres de l’Hérault. |
| L'Islande, terre de glace et de feu | 2003  | Luc Baudonnière                | Fred et Jamy         | Volcans, séismes et tout le tremblement | |
| La mer attaque la terre | 2012  | Romain Dussaulx                | Sabine et Jamy       | La géologie                             | |
| Les ocres annoncent la couleur | 2003  | François Davin                 | Sabine et Jamy       |                                         | |
| L'or c'est l'or | 1996  | Franck Chaudemanche            | Fred et Jamy         |                                         | Visite de la mine d'or de Lauriéras, et de la filière française de l'or de l'extraction à l’orfèvrerie                                                                                     |
| Les chasseurs d'or | 2013  | Richard Cloué                  | Fred et Jamy         |                                         | |
| Ile d'Ouessant : les sorciers sont à l'Ouest | 2005  | François Davin                 | Fred et Jamy         |                                         | Géologie, géographie, histoire et botanique sur l'île d'Ouessant. |
| La pierre : les sorciers font carrière | 2001  | Christophe Renon               | Fred et Jamy         |                                         | L’origine des pierres et leurs modes d’extraction ; visite de carrières de marbre et de granit.                                                                                            |
| La Réunion, dans les entrailles du volcan... | 2012  | Pascal Léonard                 | Fred et Jamy         |                                         | |
| Le sable : les sorciers veillent au grain | 2005  | Lorraine Subra-Moreau          | Sabine et Jamy       |                                         | |
| Sahara : la grande traversée - Sahara, le plus grand des déserts                                                                                                | 2013  | Pascal Léonard                 | Fred et Jamy         | Désert                                  | Émission spéciale de 52 minutes, remodelée ensuite en deux émissions de 26 minutes : 1) Sahara, le plus grand des déserts et 2) Vivre en plein désert (dans Géographie - Découverte).      |
| Le sel, de la mer à la terre | 1995  | Catherine Breton               | Fred et Jamy         |                                         | La récolte du sel dans les Salins du Midi à Aigues-Mortes. |
| Risque sismique aux Antilles : des îles sous la menace d’une catastrophe                                                                                        | 2010  | Christian Cascio               | Fred et Jamy         |                                         | Rencontre des sismologues de l’observatoire volcanologique et sismologique de Martinique de l'Institut de physique du globe de Paris installé à Fonds-Saint-Denis, dans l'ancien bâtiment. |
| Les sorciers refont le monde (Histoire géologique de la Terre)                                                                                                  | 2000  | Christine Berthollier          | Sabine et Jamy       |                                         | Grâce à des techniques de détectives-géologues, l'émission se propose de retracer l’histoire de la Terre.                                                                                  |
| Quand la Terre tremble | 2002  | Bernard Gonner, François Chayé | Sabine et Jamy       | Volcans, séismes et tout le tremblement | Observation des traces du séisme d'Izmit, en Turquie, et travail de surveillance de la faille nord-anatolienne par une équipe de l'Institut de physique du globe de Paris.                 |
| Les volcans, le grand show | 2001  | Christophe Renon               | Fred et Jamy         | Les phénomènes géologiques              | La découverte du Stromboli et du Vulcano, deux volcans des îles Éoliennes, est l'occasion d'un tour du monde des différents types de volcans en activité.                                  |

### Géographie - Découverte
| Titre                                              | Année | Réalisateur              | Animateurs           | DVD                                                                  | Résumé |
| -------------------------------------------------- | ----- | ------------------------ | -------------------- | -------------------------------------------------------------------- | --- |
| L'ascension du mont Blanc                          | 1996  | Franck Chaudemanche      | Fred et Jamy         | La montagne. Sports en milieu extrême                                | Fred se rend au sommet du Mont Blanc. |
| Descente au cœur des glaciers                      | 1995  | François Chayé           | Fred et Jamy         | La montagne. Sports en milieu extrême                                | |
| Les polders : de la terre gagnée sur la mer        | 1999  | Pascal Léonard           | Fred et Jamy         |                                                                      | |
| Islande : une île qui souffle le chaud et le froid | 2003  | Luc Baudonnière          | Fred et Jamy         |                                                                      | |
| La Camargue : entre sel et terre                   | 2000  | Franck Chaudemanche      | Sabine et Jamy       |                                                                      | Des prairies salées aux dunes et aux étangs du sud qui accueillent chaque été des dizaines de milliers de flamants roses.                           |
| La Cappadoce, une région féerique                  | 2002  | Bernard Gonner           | Sabine et Jamy       |                                                                      | |
| La cartographie                                    | 1999  | Catherine Breton         | Fred et Jamy         |                                                                      | |
| La Corse : l'île aux mille beautés                 | 2009  | Pascal Léonard-Maestrati | Fred et Jamy         |                                                                      | |
| La Loire : des sources à Orléans                   | 1998  | Catherine Breton         | Fred et Jamy         |                                                                      | |
| La Loire : d’Orléans à l’estuaire                  | 1998  | Catherine Breton         | Fred et Jamy         |                                                                      | Suite et fin de la descente de la Loire après les 500 km déjà parcouru du mont Gerbier-de-Jonc à Orléans.                                           |
| La planète sous toutes ses latitudes               | 2001  | Christophe Renon         | Sabine, Fred et Jamy |                                                                      | |
| La Polynésie : bienvenue au paradis !              | 2007  | Vincent Basso-Bondini    | Fred et Jamy         |                                                                      | |
| La Provence                                        | 1999  | Franck Chaudemanche      | Fred et Jamy         |                                                                      | Fred et Jamy se rendent à Simiane-la-Rotonde en Haute-Provence                                                                                      |
| La Réunion : une île sortie de l'océan             | 2001  | Christophe Renon         | Fred et Jamy         | Volcans, séismes et tout le tremblement                              | |
| La traversée du désert                             | 1996  | François Chayé           | Fred et Jamy         | Les phénomènes géologiques/ Bonus du coffret DVD Tintin et le désert | Dans le plus grand désert du monde : le Sahara, découverte du désert et de ses habitants.                                                           |
| La vie d'un fleuve (la Seine)                      | 1995  | Catherine Breton         | Fred et Jamy         |                                                                      | |
| Le marais poitevin                                 | 1996  | Franck Chaudemanche      | Fred et Jamy         |                                                                      | Rendez-vous dans la Venise verte, entre marais mouillés et marais desséchés                                                                         |
| Le Mercantour, entre monts et merveilles           | 2012  | Luc Baudonnière          | Sabine et Jamy       |                                                                      | |
| Le Mont-Saint-Michel, contre vents et marées       | 1997  | Catherine Breton         | Fred et Jamy         |                                                                      | Direction le Mont Saint-Michel pour la découverte d'un site classé au patrimoine mondial de l’UNESCO.                                               |
| Le Pérou : à la découverte des Andes               | 2007  | Pascal Léonard           | Fred et Jamy         | Les civilisations andines                                            | Découverte du Pérou et de la cordillère des Andes et présentation de la civilisation.                                                               |
| Les Landes : sous la forêt, la plage               | 2000  | Lorraine Subra-Moreau    | Sabine, Fred et Jamy |                                                                      | |
| Les sorciers jouent les Robinson Crusoé            | 2007  | François Davin           | Fred et Jamy         |                                                                      | Techniques de survie dans les gorges du Verdon : orientation, cartes, feu et équipement de survie.                                                  |
| L'estuaire de la Gironde                           | 2003  | Catherine Breton         | Sabine et Jamy       |                                                                      | Présentation de l’embouchure de l’estuaire de la Gironde à bord d’un hélicoptère.                                                                   |
| L'oasis, une escale dans le désert                 | 1996  | François Chayé           | Fred et Jamy         | Les phénomènes géologiques                                           | Présentation des oasis depuis le Sahara. |
| Noël à Saint-Véran                                 | 1996  | Franck Chaudemanche      | Fred et Jamy         |                                                                      | |
| Nouvelle-Calédonie : un caillou sous les tropiques | 2005  | Catherine Breton         | Fred et Jamy         |                                                                      | Fred et Jamy se rendent en Nouvelle-Calédonie : géographie, histoire, les Kanaks, faune et flore...                                                 |
| Oasis : les champs du désert                       | 2013  | Pascal Léonard           | Fred et Jamy         | Désert                                                               | Découverte d'oasis dans le sud du Maroc. |
| Quand les déboussolés perdent le Nord              | 1994  | Franck Chaudemanche      | Fred et Jamy         |                                                                      | |
| Réveillon sous la neige                            | 1996  | Catherine Breton         | Fred et Jamy         |                                                                      | |
| Rotterdam : le plus grand port du monde            | 2000  | Franck Chaudemanche      | Sabine, Fred et Jamy |                                                                      | Cette émission (diffusion initiale le 19 mars 2000) a été renommée, lors de sa rediffusion le mardi 30 juin 2009, "Les plus grands ports du monde". |
| Sauver Venise                                      | 2000  | Lorraine Subra-Moreau    | Sabine et Jamy       |                                                                      | |
| Sur la route de Ouagadougou                        | 1997  | Pascal Léonard           | Fred et Jamy         |                                                                      | |
| Thau : une lagune fragile                          | 2012  | Romain Dussaulx          | Sabine et Jamy       |                                                                      | |
| Viva Mexico                                        | 2000  | Pascal Léonard           | Fred et Jamy         | Les civilisations andines                                            | Visite de la 3e ville la plus peuplée de la planète, ses origines aztèques, le quotidien de ses habitants avant la conquête espagnole.              |
| Vivre en plein désert                              | 2013  | Pascal Léonard           | Fred et Jamy         | Désert                                                               | |

## Biodiversité, agronomie et environnement

### Faune
| Titre                                                         | Année | Réalisateur                              | Animateurs           | DVD                                                                                    | Résumé |
| ------------------------------------------------------------- | ----- | ---------------------------------------- | -------------------- | -------------------------------------------------------------------------------------- | --- |
| Ah, les vaches !                                              | 2005  | Vincent Basso-Bondini                    | Sabine et Jamy       | À plumes ou à poils, des animaux bien élevés !                                         | |
| Baleines, cachalots... plongée avec les grands cétacés        | 2006  | Luc Baudonnière                          | Fred et Jamy         |                                                                                        | |
| Baleines en danger : c'est assez                              | 2006  | Luc Baudonnière                          | Fred et Jamy         |                                                                                        | |
| Chiens experts                                                | 2012  | Lorraine Subra-Moreau                    | Fred et Jamy         |                                                                                        | |
| Drôles d'oiseaux, le parc ornithologique de Marquenterre      | 1998  | Pascal Léonard                           | Fred et Jamy         |                                                                                        | Visite dans la baie de Somme pour observer les oiseaux                                                                                       |
| Du nouveau dans les zoos                                      | 2011  | Isabelle Hostalery                       | Fred et Jamy         |                                                                                        | |
| Entre chiens et loups                                         | 1999  | Pascal Léonard                           | Fred et Jamy         | Le monde animal 2                                                                      | Visite du parc à loups du Gévaudan de Saint-Léger-de-Peyre (Lozère) qui abrite des loups de Mongolie en semi-liberté.                        |
| Face aux phasmes : de drôles d'insectes                       | 2001  | Catherine Breton                         | Sabine et Jamy       |                                                                                        | |
| Fourmis formidables                                           | 1996  | Catherine Breton                         | Fred et Jamy         | Le monde animal                                                                        | Dans les environs de Mulhouse, dans une forêt de conifères, observation des fourmis. Voir aussi Le génie des fourmis (2013).                 |
| Hannetons, coccinelles et scarabées : les coléoptères         | 2005  | Luc Baudonnière                          | Fred et Jamy         |                                                                                        | |
| Hérisson : une vie qui ne manque pas de piquant               | 2009  | Christophe Renon                         | Fred et Jamy         |                                                                                        | Depuis Sedan (Ardennes), à la rencontre d'une spécialiste française du hérisson.                                                             |
| La pêche : les poissons ont le mal de mer                     | 2004  | Luc Baudonnière et Lorraine Subra-Moreau | Fred et Jamy         | Nourrir la planète                                                                     | La surpêche |
| La pêche : qui est au bout du fil ?                           | 1999  | Catherine Breton                         | Fred et Jamy         |                                                                                        | |
| La pêche en mer… du filet à la criée                          | 1995  | François Chayé                           | Fred et Jamy         |                                                                                        | Depuis le port Saint-Guénolé de Penmarc'h (Finistère), à bord d'un chalutier, la journée d'une équipe de pêche en haute mer.                 |
| La pisciculture : des poissons bien élevés ?                  | 2008  | Christophe Renon                         | Fred et Jamy         | Nourrir la planète                                                                     | |
| La savane au fond des bois                                    | 1997  | Pascal Léonard                           | Fred et Jamy         |                                                                                        | Dans le parc zoologique de Thoiry (Yvelines), découverte des animaux sauvages, en provenance de la savane.                                   |
| La transhumance                                               | 2000  | Franck Chaudemanche                      | Sabine et Jamy       | À plumes ou à poils, des animaux bien élevés !                                         | La grande transhumance à pied. |
| La vie d'un cheval                                            | 1997  | Catherine Breton                         | Fred et Jamy         | À plumes ou à poils, des animaux bien élevés !                                         | Les chevaux Pur-sang et percherons du haras du Pin de Pin-au-Haras (Orne).                                                                   |
| Le Cadre noir : les sorciers montent sur leurs grands chevaux | 2011  | Isabelle Hostalery                       | Sabine et Jamy       |                                                                                        | Visite de l'École nationale d'équitation à Saumur (Maine-et-Loire)                                                                           |
| Le déclin des abeilles                                        | 2011  | Stéphane Jobert                          | Fred et Jamy         |                                                                                        | Le fonctionnement des ruches et le rôle des abeilles dans la pollinisation.                                                                  |
| Le génie des fourmis                                          | 2013  | Richard Cloué                            | Fred et Jamy         |                                                                                        | En Guyane, dans la forêt amazonienne, observation des fourmis. Voir aussi : Fourmis, formidables (1996)                                      |
| Le grand retour du loup                                       | 2011  | Luc Baudonnière                          | Sabine et Jamy       | Requins, gorilles, loups, pandas : espèces à protéger !                                | Voir aussi Entre chiens et loups (1999) |
| Le grand voyage des tortues de mers                           | 2012  | Pascal Léonard                           | Fred et Jamy         |                                                                                        | Depuis le centre Kélonia à Saint-Leu (La Réunion).                                                                                           |
| Les amphibiens                                                | 2001  | Christophe Renon                         | Sabine et Jamy       |                                                                                        | |
| Les araignées                                                 | 2000  | Lorraine Subra-Moreau                    | Sabine et Jamy       | Ces bêtes qui nous font peur !                                                         | |
| Les cervidés                                                  | 2004  | Vincent Basso-Bondini                    | Fred et Jamy         |                                                                                        | Observation des cerfs dans la Réserve zoologique de la Haute-Touche à Obterre (Indre) et dans le parc du château de Chambord (Loir-et-Cher). |
| Les chauves-souris : le monde à l'envers !                    | 2003  | Lorraine Subra-Moreau                    | Sabine, Fred et Jamy | Ces bêtes qui nous font peur !                                                         | |
| Les chiens de traîneau, marathoniens des neiges               | 2005  | Vincent Basso-Bondini                    | Sabine et Jamy       |                                                                                        | Depuis la course alpine La Grande Odyssée, présentation des chiens d'attelage.                                                               |
| Les coraux : les sorciers cherchent la petite bête            | 2005  | Catherine Breton                         | Fred et Jamy         | À vos masques !                                                                        | |
| Les coulisses du muséum                                       | 1997  | Franck Chaudemanche                      | Fred et Jamy         |                                                                                        | Le muséum national d'histoire naturelle de Paris                                                                                             |
| Les crocodiles                                                | 1998  | Didier Fraisse                           | Fred et Jamy         | Le monde animal                                                                        | Depuis La Ferme aux crocodiles de Pierrelatte, à la découverte de la famille des crocodiliens.                                               |
| Les dauphins                                                  | 2000  | Catherine Breton                         | Sabine, Fred et Jamy | Le monde animal                                                                        | Présentation des dauphins du Marineland d'Antibes.                                                                                           |
| Les félins                                                    | 2000  | Franck Chaudemanche                      | Sabine et Jamy       | Le monde animal 2                                                                      | Présentation de ces prédateurs, leur mode de reproduction et de communication au parc d'Auneau.                                              |
| Les grands aquariums : une fenêtre sur l'océan                | 2004  | Catherine Breton                         | Sabine, Fred et Jamy | À vos masques !                                                                        | Les océans recouvrent 71 % de la surface de la Terre et abritent plus de 170 000 espèces.                                                    |
| Les grands cétacés : des géants vulnérables                   | 2006  | Luc Baudonnière                          | Fred et Jamy         | Spécial baleines                                                                       | Montage initial rediffusé en deux épisodes de 26 minutes sur les baleines et cachalots.                                                      |
| Les huîtres, un coquillage bien élevé                         | 2003  | Lorraine Subra-Moreau                    | Fred et Jamy         |                                                                                        | |
| Les mammouths : la parole est à la défense                    | 2004  | Christophe Renon                         | Sabine et Jamy       | La préhistoire                                                                         | |
| Les méduses, qui s'y frotte s'y pique                         | 2009  | Lorraine Subra-Moreau                    | Fred et Jamy         |                                                                                        | Depuis l’aquarium de La Rochelle (Charente-Maritime), présentation des méduses.                                                              |
| Les œufs                                                      | 1999  | Catherine Breton                         | Fred et Jamy         |                                                                                        | Ovipare, ovovivipare ou vivipare. |
| Les ours                                                      | 1998  | Pascal Léonard                           | Fred et Jamy         |                                                                                        | |
| Les papillons                                                 | 1998  | Pascal Léonard                           | Fred et Jamy         |                                                                                        | Depuis la Serre aux papillons dans les Yvelines                                                                                              |
| Les perroquets                                                | 2004  | Christophe Renon                         | Sabine et Jamy       |                                                                                        | Des aras aux cacatoès, présentation des perroquets au travers de la visite du parc des oiseaux de Villars-les-Dombes (Ain).                  |
| Les primates                                                  | 1998  | Franck Chaudemanche                      | Fred et Jamy         | Le monde animal 2                                                                      | |
| Les rapaces                                                   | 1995  | Catherine Breton                         | Fred et Jamy         | Le monde animal 2                                                                      | Le Rocher des Aigles de Rocamadour (Lot) abrite de nombreuses espèces de rapaces.                                                            |
| Les récifs coralliens : trésors en péril !                    | 2005  | Catherine Breton                         | Fred et Jamy         | À vos masques !                                                                        | |
| Les requins                                                   | 2007  | Vincent Basso-Bondini                    | Fred et Jamy         | Ces bêtes qui nous font peur !/Requins, gorilles, loups, pandas : espèces à protéger ! | |
| Les serpents : des reptiles qui ont du charme                 | 2002  | Thierry Boscheron                        | Sabine et Jamy       | Ces bêtes qui nous font peur !                                                         | |
| Les sorciers en pincent pour les crustacés                    | 2005  | Vincent Basso-Bondini                    | Fred et Jamy         |                                                                                        | |
| Les sorciers passent l'éponge… marine                         | 2010  | Catherine Breton                         | Fred et Jamy         | Mer Méditerranée, la vie dans la grande bleue                                          | |
| Les sorciers prennent la mouche                               | 2007  | Lorraine Subra-Moreau                    | Sabine et Jamy       |                                                                                        | |
| Les termites                                                  | 2002  | Catherine Breton                         | Fred et Jamy         |                                                                                        | |
| Les tortues : quand les carapaces passent                     | 2002  | Catherine Breton                         | Sabine, Fred et Jamy |                                                                                        | |
| Les vers : les seigneurs des anneaux                          | 2006  | Pascal Léonard                           | Sabine et Jamy       |                                                                                        | |
| L'esturgeon : le poisson aux œufs d'or                        | 2003  | Catherine Breton                         | Sabine, Fred et Jamy |                                                                                        | Le sévruga et le béluga de la mer Caspienne fournissent les caviars parmi les plus renommés.                                                 |
| Mammifères, nés dans l'ombre des dinosaures                   | 2010  | Pascal Léonard                           | Sabine et Jamy       | La préhistoire                                                                         | |
| Mouettes, goélands & cie : les oiseaux de mer                 | 2006  | Lorraine Subra-Moreau                    | Sabine et Jamy       |                                                                                        | Depuis les côtes bretonnes et normandes, à la découverte des oiseaux de mer.                                                                 |
| Moustiques : dangereux envahisseurs ?                         | 2013  | Pascal Léonard                           | Fred et Jamy         |                                                                                        | Voir aussi : Un moustique, ça trompe énormément (2003)                                                                                       |
| Opération escargot                                            | 2003  | Catherine Breton                         | Fred et Jamy         |                                                                                        | Le portrait de ces gastéropodes. |
| Pandas géants, superstars !                                   | 2012  | Stéphane Jobert                          | Fred et Jamy         | Requins, gorilles, loups, pandas : espèces à protéger !                                | |
| Perles de Tahiti : le trésor des huîtres                      | 2007  | Vincent Basso-Bondini                    | Fred et Jamy         |                                                                                        | Toutes les perles ne sont pas des bijoux. |
| Peur des araignées ?                                          | 2011  | Catherine Breton                         | Sabine et Jamy       |                                                                                        | |
| Phoques et otaries : à qui la palme ?                         | 2004  | Lorraine Subra-Moreau                    | Sabine et Jamy       |                                                                                        | Au parc d'attractions et animalier du Pal à Saint-Pourçain-sur-Besbre (Allier), rencontre avec un groupe d’otaries à crinière.               |
| Poules et coqs en stock                                       | 2007  | Christophe Renon                         | Fred et Jamy         | À plumes ou à poils, des animaux bien élevés !                                         | |
| Poulpes fiction                                               | 2003  | Thierry Boscheron                        | Sabine et Jamy       | Un bol d'air dans le grand bleu                                                        | Les céphalopodes, poulpes, seiches et calmars.                                                                                               |
| Pourquoi les requins attaquent ?                              | 2012  | Pascal Léonard                           | Fred et Jamy         |                                                                                        | Depuis l'île de La Réunion dans l'océan Indien.                                                                                              |
| Qui miel me suive (les abeilles)                              | 1997  | Pascal Léonard                           | Fred et Jamy         | Le monde animal                                                                        | La récolte du miel. |
| Rats, souris, hamsters : les rongeurs se font les dents       | 2007  | François Chayé                           | Sabine et Jamy       |                                                                                        | |
| Rencontre avec les gorilles                                   | 2009  | Luc Baudonnière                          | Fred et Jamy         | Requins, gorilles, loups, pandas : espèces à protéger !                                | Au Nord de la République démocratique du Congo, dans le parc national de Nouabalé-Ndoki, présentation d'un groupe de gorilles sauvages.      |
| Sur le plancher des vaches                                    | 1994  | Catherine Breton                         | Fred et Jamy         |                                                                                        | |
| Sur les traces des dinosaures                                 | 1997  | Pascal Léonard                           | Fred et Jamy         |                                                                                        | |
| Théorie de l'évolution: de Darwin à la génétique              | 2009  | Christophe Renon                         | Fred et Jamy         |                                                                                        | |
| Un moustique, ça trompe énormément                            | 2003  | Christophe Renon                         | Sabine et Jamy       |                                                                                        | Voir aussi : Moustiques : dangereux envahisseurs ? (2013)                                                                                    |

### Botanique
| Titre                                        | Année | Réalisateur                           | Animateurs           | DVD                             | Résumé                                                                                        |
| -------------------------------------------- | ----- | ------------------------------------- | -------------------- | ------------------------------- | --------------------------------------------------------------------------------------------- |
| Au cœur de la forêt tropicale                | 2002  | Luc Baudonnière                       | Fred et Jamy         |                                 |                                                                                               |
| Bois : hêtre ou ne pas hêtre                 | 2001  | Lorraine Subra-Moreau                 | Sabine, Fred et Jamy |                                 |                                                                                               |
| D'où viennent nos fleurs ?                   | 2011  | Isabelle Hostalery                    | Sabine et Jamy       |                                 |                                                                                               |
| Fruits et légumes : un jardin extraordinaire | 2004  | Catherine Breton                      | Sabine et Jamy       | Se lécher les babines           |                                                                                               |
| La forêt enchantée, ça vous branche !        | 1995  | Catherine Breton                      | Fred et Jamy         |                                 |                                                                                               |
| Le bambou : une herbe géante !               | 2004  | Christophe Renon                      | Fred et Jamy         | Drôles de plantes !             |                                                                                               |
| Le cèpe à sorcier : les champignons          | 1997  | Sophie Thomas-Gérard                  | Fred et Jamy         |                                 | Ballade en Sologne à la découverte des champignons.                                           |
| Le trésor des tourbières                     | 2002  | Lorraine Subra-Moreau                 | Sabine et Jamy       | Drôles de plantes !             | Les tourbières en Auvergne et ailleurs : formation et disparition, faune et flore, la tourbe. |
| Les algues, une forêt sous la mer            | 2004  | Lorraine Subra-Moreau Luc Baudonnière | Fred et Jamy         | Un bol d'air dans le grand bleu |                                                                                               |
| Les cactus : un sujet épineux                | 2006  | Christophe Renon                      | Sabine et Jamy       | Drôles de plantes !             |                                                                                               |
| Les OGM : du rififi dans les gènes           | 2001  | Lorraine Subra                        | Sabine et Jamy       |                                 |                                                                                               |
| L'odyssée des plantes                        | 2006  | François Davin                        | Sabine et Jamy       |                                 |                                                                                               |
| Mystérieuse mangrove                         | 2002  | Luc Baudonnière                       | Fred et Jamy         | Drôles de plantes !             |                                                                                               |
| Pas de saison pour les fleurs                | 1997  | Franck Chaudemanche                   | Fred et Jamy         |                                 |                                                                                               |

### Alimentation - Agronomie
| Titre                                                     | Année | Réalisateur           | Animateurs           | DVD                              | Résumé |
| --------------------------------------------------------- | ----- | --------------------- | -------------------- | -------------------------------- | --- |
| Bière qui roule n’amasse pas mousse                       | 2003  | Catherine Breton      | Sabine et Jamy       |                                  | |
| Bio et compagnie : vers une autre agriculture             | 2008  | Pascal Léonard        | Sabine, Fred et Jamy | Nourrir la planète               | Une alternative existe aux pesticides, l'agriculture biologique. Retour dans la région de Rennes et à l'INRA                                                                           |
| Cacao et chocolat                                         | 1999  | Catherine Breton      | Sabine, Fred et Jamy |                                  | |
| Champagne !                                               | 2001  | Catherine Breton      | Sabine et Jamy       |                                  | |
| Cuisine de chef : la science des saveurs                  | 2007  | Lorraine Subra-Moreau | Sabine et Jamy       | Se lécher les babines/Les 5 sens | À la rencontre du chef Thierry Marx et de son équipe, la science au service des saveurs.                                                                                               |
| Du blé au pain                                            | 1996  | Catherine Breton      | Fred et Jamy         |                                  | |
| La canne à sucre                                          | 2001  | François Chayé        | Fred et Jamy         |                                  | Depuis la côte Est de La Réunion, visite dans les grandes étendues de canne à sucre, présentation de la filière sucrière.                                                              |
| La conservation des aliments : c'est dans la boîte !      | 2004  | Catherine Breton      | Sabine et Jamy       |                                  | |
| La truffe : à la poursuite du diamant noir                | 2001  | Luc Baudonnière       | Sabine et Jamy       |                                  | |
| La vanille : un goût qui vient de loin                    | 2001  | François Chayé        | Fred et Jamy         |                                  | Présentation de la culture de la vanille depuis la Réunion. |
| Le café : les sorciers veillent au grain                  | 2000  | Catherine Breton      | Sabine, Fred et Jamy |                                  | De la récolte à l’exportation, dans l'état mexicain de Veracruz. |
| Le sucre, la culture de la betterave                      | 1995  | Franck Chaudemanche   | Fred et Jamy         | La santé vient en mangeant !     | |
| Les agrumes                                               | 2009  | Pascal Léonard        | Fred et Jamy         |                                  | Présentation du site corse de l’INRA de San-Giuliano qui comprend plus de 1 km2 de bâtiment de recherches, 2 km2 de serres mais aussi 13 hectares de collection consacrés aux agrumes. |
| Les bananes : les sorciers à plein régime                 | 2006  | Luc Baudonnière       | Fred et Jamy         |                                  | |
| Les bonbons : c’est si bon...?!                           | 2007  | Lorraine Subra-Moreau | Sabine et Jamy       |                                  | Visite à Uzès connu pour son art de la confiserie, présentation du sucre, du caramel, des colorants et des arômes.                                                                     |
| Les filières de la viande                                 | 2000  | Christine Berthollier | Fred et Jamy         |                                  | Depuis un élevage, présentation des races de viande bovine que nous consommons ; comment les soigne-t-on et les nourrit-on ?                                                           |
| Les produits laitiers                                     | 2000  | Christine Berthollier | Sabine et Jamy       | La santé vient en mangeant !     | |
| Les secrets du chocolat                                   | 2011  | Yann L'Henoret        | Sabine et Jamy       |                                  | |
| Les trésors des salins du midi                            | 2012  | Isabelle Hostalery    | Sabine et Jamy       |                                  | L'origine et l'élaboration du sel, l'histoire des salins d'Aigues-Mortes ainsi que l'écosystème engendré par l'activité saline mis en revue par les sorciers.                          |
| L'huile d'olive : l'huile aux trésors                     | 2004  | Lorraine Subra-Moreau | Sabine et Jamy       | Se lécher les babines            | |
| Manon, Charlotte, Pompadour… histoires de pommes de terre | 2003  | Vincent Basso-Bondini | Sabine et Jamy       | Se lécher les babines            | |
| Pesticides : attention danger                             | 2008  | Pascal Léonard        | Sabine, Fred et Jamy | Nourrir la planète               | Enquête sur les besoins depuis l'après guerre d'utiliser des produits phytosanitaires, dans la région de Rennes et à l'INRA                                                            |
| Tout un fromage                                           | 2011  | Pascal Léonard        | Fred et Jamy         |                                  | |
| Une journée à la ferme                                    | 1995  | Franck Chaudemanche   | Fred et Jamy         |                                  | En direction de Rennes, dans le domaine de la Bintinais pour une journée dans une ferme traditionnelle.                                                                                |
| Une nuit à Rungis : le plus grand marché du monde         | 1996  | Catherine Breton      | Fred et Jamy         |                                  | |
| Vin sur vin                                               | 1996  | Pascal Léonard        | Fred et Jamy         |                                  | Les vendanges en Bourgogne et la fabrication du vin. |

### Écologie - Climat
| Titre                                                          | Année | Réalisateur           | Animateurs           | DVD                                               | Résumé |
| -------------------------------------------------------------- | ----- | --------------------- | -------------------- | ------------------------------------------------- | --- |
| À l'heure des marées                                           | 2011  | Benoît Grimon         | Fred et Jamy         |                                                   | Présentation du phénomène des marées depuis la baie du mont Saint-Michel (Manche)                                                                         |
| A quoi servent nos forêts ?                                    | 2011  | Luc Baudonnière       | Fred et Jamy         |                                                   | |
| Alerte avalanche !                                             | 1995  | Catherine Breton      | Fred et Jamy         |                                                   | Dans la vallée de l'Arve (Haute-Savoie), les guides, les pisteurs et le peloton de gendarmerie participent aux opérations de lutte contre les avalanches. |
| Atmosphère, atmosphère (la pollution de l'air)                 | 1996  | Olivier Chevillard    | Fred et Jamy         |                                                   | Enquête sur la pollution atmosphérique. |
| Avalanche : neige à haut risques                               | 2004  | Luc Baudonnière       | Sabine et Jamy       |                                                   | Le ski hors piste |
| C'est le printemps !                                           | 2005  | Catherine Breton      | Fred et Jamy         | Les quatre saisons                                | |
| Écologie d'une mare                                            | 1999  | Pascal Léonard        | Fred et Jamy         |                                                   | Passage en revue des espèces peuplant la mare et explication de sa formation, de sa vie et de son entretien.                                              |
| Faire la pluie et le beau temps                                | 1995  | Bernard Gonner        | Fred et Jamy         |                                                   | Le décryptage d'un bulletin météo depuis une station météorologique.                                                                                      |
| Forêt du Congo : sur la piste des bois tropicaux               | 2009  | Luc Baudonnière       | Fred et Jamy         |                                                   | Nous partons en République démocratique du Congo, en Afrique centrale, au cœur de la deuxième plus grande forêt tropicale de la planète.                  |
| La Méditerranée, de la plage aux abysses                       | 2010  | Catherine Breton      | Fred et Jamy         | Mer Méditerranée, la vie dans la grande bleue     | |
| La météo : le bulletin des sorciers                            | 2005  | Luc Baudonnière       | Sabine et Jamy       | Les caprices de la météo                          | |
| La plage                                                       | 1998  | Pascal Léonard        | Fred et Jamy         | Les quatre saisons                                | Depuis la plage de Lacanau, rappel des précautions à prendre au bord de la mer.                                                                           |
| La réserve sous-marine de Port-Cros                            | 2005  | Lorraine Subra-Moreau | Sabine et Jamy       | À vos masques !                                   | Présentation de l'écosystème des eaux du parc national de Port-Cros, au large du Lavandou, dans l’archipel des îles d’Hyères.                             |
| La Vanoise : la montagne à tous les étages                     | 2004  | Luc Baudonnière       | Sabine et Jamy       |                                                   | |
| L'automne                                                      | 1998  | Pascal Léonard        | Fred et Jamy         | Les quatre saisons                                | |
| Le bruit                                                       | 1997  | Pascal Léonard        | Fred et Jamy         | Les 5 sens                                        | L'environnement sonore et les effets du bruit depuis un studio de répétition puis une discothèque.                                                        |
| Le carbone : les sorciers font leur bilan                      | 2010  | François Davin        | Fred et Jamy         | Tous au vert ! Des solutions pour l'environnement | Le bilan carbone permet de quantifier les émissions de gaz à effet de serre.                                                                              |
| Le recul des glaciers                                          | 2006  | Pascal Léonard        | Fred et Jamy         |                                                   | Visite sur les glaciers du massif alpin pour comprendre pourquoi la plupart des glaciers de la planète fondent.                                           |
| L'eau : de la source au robinet                                | 1996  | Franck Chaudemanche   | Fred et Jamy         | Attention planète fragile                         | Fred et Jamy suivent le chemin de l'eau, de la source au robinet en passant par les stations d'épurations                                                 |
| L'eau en danger                                                | 2002  | Luc Baudonnière       | Sabine et Jamy       | Attention planète fragile                         | Sabine et Jamy vont en Bretagne enquêter sur les nitrates, pesticides et autres phosphates                                                                |
| L'effet de serre : coup de chaud sur la planète !              | 2002  | Christophe Chayé      | Sabine et Jamy       | Attention planète fragile                         | L’effet de serre est le principal responsable du réchauffement de la planète.                                                                             |
| Les inondations : les sorciers prennent l’eau                  | 2005  | Christophe Renon      | Fred et Jamy         | Les caprices de la météo                          | |
| L'histoire du climat                                           | 2006  | Pascal Léonard        | Fred et Jamy         |                                                   | |
| Ma poubelle vaut de l'or                                       | 1994  | Bernard Gonner        | Fred et Jamy         |                                                   | Le recyclage des déchets |
| Méditerranée : sous le béton, la plage                         | 2010  | Catherine Breton      | Sabine, Fred et Jamy | Mer Méditerranée, la vie dans la grande bleue     | |
| Mer Méditerranée : des envahisseurs venus du chaud.            | 2010  | Catherine Breton      | Sabine, Fred et Jamy | Mer Méditerranée, la vie dans la grande bleue     | |
| Orages : les sorciers ont le coup de foudre                    | 2007  | Christophe Renon      | Sabine et Jamy       | Les caprices de la météo                          | |
| Sécheresse : la France en alerte                               | 2006  | François Chayé        | Sabine et Jamy       | Les caprices de la météo                          | En cas de sécheresse, des restrictions d’eau sont annoncées, pourtant, l’eau ne manque pas en France.                                                     |
| Ski et réchauffement climatique : les stations sous les canons | 2008  | Catherine Breton      | Fred et Jamy         |                                                   | |
| Tout feu, tout flamme (les feux de la forêt)                   | 1998  | Sophie Thomas-Gérard  | Fred et Jamy         |                                                   | En juillet 1997, au Sud-ouest de Marseille, un feu a détruit 3 000 hectares de forêt, soit l'équivalent de 3 000 terrains de football.                    |
| Une journée au bord de la mer (coquillages et crustacés)       | 1997  | Franck Chaudemanche   | Fred et Jamy         |                                                   | |
| Une seconde vie pour nos poubelles                             | 2003  | Thierry Boscheron     | Sabine et Jamy       | Objectif : Terre propre !                         | De l'ordinateur aux pots de yaourt, les Sorciers nous dévoilent la seconde vie de nos déchets et tous les enjeux du tri quotidien.                        |

## Santé et sport

### Le corps humain
| Titre                                                      | Année | Réalisateur           | Animateurs           | DVD                                     | Résumé |
| ---------------------------------------------------------- | ----- | --------------------- | -------------------- | --------------------------------------- | --- |
| A boire et à manger (le goût)                              | 1994  | François Chayé        | Fred et Jamy         |                                         | Enquête dans les coulisses d’un grand restaurant. |
| Dent pour dent                                             | 2002  | Christophe Chayé      | Fred et Jamy         |                                         | |
| Des sorciers bien dans leur peau                           | 2002  | Catherine Breton      | Sabine, Fred et Jamy | Les 5 sens                              | |
| Ecoute ce que je vois : les aveugles                       | 2002  | Lorraine Subra-Moreau | Sabine et Jamy       | Les 5 sens                              | |
| Histoires de cœur                                          | 1996  | Olivier Chevillard    | Fred et Jamy         |                                         | Présentation du cœur dans le cadre de l’INSEP et de l’hôpital Broussais. |
| Joie, peur, tristesse, colère… que d'émotions !            | 2006  | Vincent Basso-Bondini | Fred et Jamy         |                                         | |
| La bipédie... c'est le pied !                              | 2007  | François Davin        | Fred et Jamy         | Le corps humain, de la tête aux pieds ! | |
| La nutrition : Mangeons équilibré !                        | 2000  | Michel Carraud        | Sabine et Jamy       | La santé vient en mangeant !            | |
| L'adolescence : vive la crise !                            | 2005  | Luc Baudonnière       | Fred et Jamy         |                                         | Présentation de la puberté. |
| Le cerveau : j'ai la mémoire qui flanche                   | 2000  | Pascal Léonard        | Fred et Jamy         | Le corps humain                         | Avec David Lowe dans le rôle du maître d'école. |
| Le cerveau : les sorciers se prennent la tête              | 2000  | Pascal Léonard        | Sabine et Jamy       | Le corps humain                         | |
| Le monde des sourds                                        | 2000  | Pascal Léonard        | Sabine et Jamy       |                                         | Apprend la langue des signes avec Laure. |
| Le squelette : les sorciers tombent sur un os              | 2005  | Christophe Renon      | Sabine et Jamy       | Le corps humain, de la tête aux pieds ! | |
| Les âges de la vie                                         | 1997  | Pascal Léonard        | Fred et Jamy         |                                         | |
| Les eaux minérales : les sorciers prennent de la bouteille | 2006  | Vincent Basso-Bondini | Fred et Jamy         | La santé vient en mangeant !            | |
| Les mystères des jumeaux                                   | 2012  | Françoise Davin       | Sabine et Jamy       | Comprendre le corps humain              | Sabine va à la rencontre de jumeaux pour illustrer, sous les explications de Jamy, les mystères des jumeaux. |
| Les mystères du sommeil                                    | 2011  | Rémi Fourneau         | Sabine et Jamy       | Comprendre le corps humain              | |
| L'équilibre, le grand vertige                              | 2012  | Isabelle Hostalery    | Sabine et Jamy       | Comprendre le corps humain              | Sabine part à la rencontre de pratiquant du slackline et Jamy, en relation avec la pratique de Sabine, explique l'équilibre, le fonctionnement de l'oreille interne, la peur du vide et tous les phénomènes qui engendrent le vertige. C'est aussi la première émission dans le nouveau camion. |
| Les sorciers coupent le cheveu en quatre                   | 2002  | Luc Baudonnière       | Sabine et Jamy       |                                         | À quoi servent les poils ? |
| Les sorciers se font la main                               | 2006  | Pascal Léonard        | Fred et Jamy         | Le corps humain, de la tête aux pieds ! | |
| Les troubles DYS                                           | 2011  | Lorraine Subra-Moreau | Fred et Jamy         |                                         | Dyslexie, dysorthographie, dyscalculie, dysphasie, dyspraxie… |
| Muscles et souplesse, c'est pas de la gonflette !          | 2003  | Luc Baudonnière       | Sabine, Fred et Jamy | Le corps humain, de la tête aux pieds ! | Présentation du fonctionnement des muscles au travers de l’entraînement de danseurs et de gymnastes. |
| Nos poumons, sources d'inspiration                         | 2004  | Catherine Breton      | Sabine et Jamy       |                                         | Nos poumons nous permettent d'absorber un demi litre d’air frais à chaque inspiration. |
| Œil pour œil                                               | 1996  | Olivier Chevillard    | Fred et Jamy         | Le corps humain                         | |
| Peut-on améliorer sa mémoire ?                             | 2012  | Isabelle Hostalery    | Fred et Jamy         |                                         | Avec François Morel |
| Résister au froid                                          | 2005  | Lorraine Subra-Moreau | Sabine et Jamy       |                                         | |
| Sang pour sang                                             | 2001  | Catherine Breton      | Sabine, Fred et Jamy | Le corps humain                         | |
| Vivre cent ans                                             | 2011  | François Davin        | Fred et Jamy         |                                         | |
| Voix de fête                                               | 2001  | Catherine Breton      | Sabine et Jamy       |                                         | |

### Médecine
| Titre                                                   | Année | Réalisateur           | Animateurs           | DVD                           | Résumé |
| ------------------------------------------------------- | ----- | --------------------- | -------------------- | ----------------------------- | --- |
| Comment vaincre la faim dans le monde ?                 | 2010  | Luc Baudonnière       | Fred et Jamy         |                               | |
| De l'eau pour toute la planète                          | 2010  | Luc Baudonnière       | Fred et Jamy         |                               | |
| Epilepsies : orages dans le cerveau                     | 2009  | Lorraine Subra-Moreau | Fred et Jamy         |                               | |
| Greffes d'organes, le don c'est la vie !                | 2007  | Pascal Léonard        | Fred et Jamy         |                               | |
| La fécondation in vitro : un enfant nommé désir         | 2008  | François Davin        | Fred et Jamy         |                               | |
| La maladie d'Alzheimer                                  | 2012  | Isabelle Hostalery    | Sabine et Jamy       |                               | |
| La plage et ses dangers                                 | 2012  | Romain Dussaulx       | Sabine et Jamy       |                               | |
| L'anesthésie : vous pouvez dormir tranquille !          | 2004  | Christophe Renon      | Fred et Jamy         | La médecine : à votre santé ! | |
| Le cannabis : fumer n'est pas jouer !                   | 2009  | Luc Baudonnière       | Fred et Jamy         |                               | |
| Le clonage                                              | 2001  | Lorraine Subra        | Sabine et Jamy       |                               | |
| Le diabète : sucres sous surveillance                   | 2008  | Luc Baudonnière       | Fred et Jamy         |                               | |
| Le secourisme : les gestes qui sauvent                  | 2003  | Christophe Chayé      | Fred et Jamy         | La médecine : à votre santé ! | |
| Le sida                                                 | 1995  | Olivier Chevillard    | Fred et Jamy         |                               | |
| Le SIDA : la lutte continue                             | 2008  | Luc Baudonnière       | Fred et Jamy         |                               | |
| Le sommeil a rendez-vous avec la Lune                   | 2001  | Catherine Breton      | Sabine, Fred et Jamy |                               | Décryptage de notre sommeil. |
| Le tabac                                                | 2000  | Christophe Renon      | Sabine, Fred et Jamy |                               | Présentation de la culture, du séchage et de l'arômatisation du tabac jusqu'au produit fini, la cigarette. |
| Les antibiotiques : les bactéries font de la résistance | 2004  | Luc Baudonnière       | Fred et Jamy         | La médecine : à votre santé ! | Streptocoque, staphylocoque ou pneumocoque peuvent résister aux antibiotiques. |
| Les bébés : l'histoire d'une naissance                  | 1995  | Bernard Gonner        | Fred et Jamy         |                               | Première émission avec le neveu de Jamy GOURMAUT |
| Les grippes : virus sous surveillance                   | 2006  | Catherine Breton      | Sabine et Jamy       |                               | |
| Les maladies génétiques                                 | 1998  | Sophie Thomas-Gérard  | Fred et Jamy         |                               | |
| Les médicaments                                         | 1999  | Pascal Léonard        | Fred et Jamy         | La médecine : à votre santé ! | |
| Les prothèses : comment ça marche?                      | 2009  | Christian Haerrig     | Sabine et Jamy       |                               | |
| L'hospital de la tête au pied                           | 1994  | Catherine Breton      | Fred et Jamy         |                               | |
| L'obésité : nous risquons gros !                        | 2005  | Christophe Renon      | Sabine et Jamy       |                               | |
| Notre cœur un muscle fragile ?                          | 2012  | Patrice Bousquet      | Fred et Jamy         |                               | |
| Nouvelles thérapies : l’espoir est dans la cellule      | 2006  | François Davin        | Sabine et Jamy       |                               | Thérapie génique, thérapie cellulaire |
| Ostéopathie, acupuncture : comment ça marche ?          | 2009  | Isabelle Hostalery    | Fred et Jamy         |                               | |
| Paralysie : la vie en fauteuil roulant                  | 2008  | Christian Haerrig     | Fred et Jamy         |                               | |
| Réparer l'œil : un défi pour demain                     | 2012  | Rémy Dupont           | Sabine et Jamy       | Comprendre le corps humain    | La médecine pourrait prochainement résoudre un défi incroyable, en rendant la vue à ceux qui l'ont perdue. Depuis l'Institut de la Vision, à Paris, Sabine présente quelques-unes des grandes innovations de la médecine de l'œil. |
| Rhumes, otites, angines : des maladies plein la tête    | 2008  | Lorraine Subra-Moreau | Fred et Jamy         |                               | Présentations des maladies |
| Tous allergiques ?                                      | 2011  | Catherine Breton      | Fred et Jamy         |                               | Première émission sans le camion |

### Sport
| Titre                                                          | Année | Réalisateur                        | Animateurs           | DVD                                   | Résumé |
| -------------------------------------------------------------- | ----- | ---------------------------------- | -------------------- | ------------------------------------- | --- |
| Bille en tête (le billard)                                     | 2002  | Christophe Renon                   | Fred et Jamy         |                                       | |
| Faire du sport, c'est physique et chimique                     | 1995  | Catherine Breton                   | Fred et Jamy         |                                       | Visite de l’institut national du sport et d’éducation physique où s’entraînent plus de mille athlètes dans une vingtaine de disciplines.                                                        |
| La fin des records ?                                           | 2011  | Pascal Léonard                     | Fred et Jamy         |                                       | |
| La plongée sous marine                                         | 1995  | Franck Chaudemanche                | Fred et Jamy         | Un bol d'air dans le grand bleu       | |
| Le grand schuss                                                | 1997  | Franck Chaudemanche                | Fred et Jamy         |                                       | Reportage à Chamonix dans le cadre de la descente homme de la Coupe du monde de ski alpin |
| Le Marathon de Paris                                           | 2007  | Vincent Basso-Bondini              | Fred et Jamy         |                                       | |
| Le rallye dans le désert : les sorciers roulent des mécaniques | 2005  | François Davin                     | Fred et Jamy         |                                       | Fred et Jamy se rendent en Egypte pour participer au rallye des Pharaons |
| Le tennis                                                      | 1998  | Catherine Breton                   | Fred et Jamy         |                                       | |
| Les coulisses du football                                      | 2006  | Isabelle Hostalery                 | Fred et Jamy         |                                       | Reportage dans le club de Sochaux. |
| Les fous du vélo                                               | 1997  | Didier Fraisse                     | Fred et Jamy         |                                       | Fred participe au Tour de France. A cette occasion, il découvre les secrets du vélo. |
| Les Hommes Volants                                             | 2013  | Patrice Bousquet                   | Fred et Jamy         | Incroyables métiers                   | Jamy nous explique les phénomènes que rencontre les pratiquants de parachutisme, de parapente et de Wing Suit. Fred apprend quant à lui à faire du parachute.                                   |
| Les sorciers font du ski                                       | 1995  | Franck Chaudemanche                | Fred et Jamy         |                                       | Dans la vallée de Chamonix, découvrons les coulisses d’une station de sports d'hiver. |
| Les stations de ski : les sorciers ouvrent la piste            | 2004  | Luc Baudonnière                    | Sabine et Jamy       |                                       | Exploration des coulisses d'une station de sports d'hiver ; comment le confort et la sécurité des quelque 30 000 skieurs qui dévalent les pistes au cours d’une seule journée sont-ils assurés. |
| L'escalade : la bonne voie                                     | 2001  | Christophe Renon                   | Sabine, Fred et Jamy | La montagne. Sports en milieu extrême | |
| Parachute, parapente : le grand frisson                        | 1999  | Pascal Léonard                     | Fred et Jamy         |                                       | |
| Roller, skate et BMX : comme sur des roulettes !               | 2006  | Isabelle Hostalery                 | Fred et Jamy         |                                       | |
| Rugby : Au cœur de la mêlée                                    | 2011  | Serge Tigneres                     | Fred et Jamy         |                                       | Toutes les finesses des règles du rugby à XV expliquées grâce au concours de l'équipe du Racing Métro 92                                                                                        |
| Sélection pour les Jeux olympiques d'hiver                     | 1997  | Franck Chaudemanche                | Fred et Jamy         |                                       | A la veille des JO de 1998, Fred se rend en Savoie afin de tester les disciplines olympiques : le hockey sur glace, le bobsleigh, le saut à ski et le biathlon                                  |
| Ski, surf and sun                                              | 2002  | Christophe Renon, Frédéric Courant | Sabine, Fred et Jamy | La montagne. Sports en milieu extrême | |
| Transat en solitaire                                           | 1997  | Franck Chaudemanche                | Fred et Jamy         |                                       | |

## Physique, chimie et technologies

### Physique et chimie
| Titre                                                    | Année | Réalisateur           | Animateurs           | DVD                                               | Résumé |
| -------------------------------------------------------- | ----- | --------------------- | -------------------- | ------------------------------------------------- | --- |
| Attention ça glace                                       | 2001  | Catherine Breton      | Fred et Jamy         |                                                   | |
| Au feu !                                                 | 2011  | Stéphane Jobert       | Fred et Jamy         |                                                   | |
| Chimie verte : des végétaux pour remplacer le pétrole    | 2010  | Christophe Renon      | Sabine et Jamy       | Tous au vert ! Des solutions pour l'environnement | |
| Coup de projecteur sur la lumière                        | 1995  | Pascal Léonard        | Fred et Jamy         |                                                   | |
| La radioactivité                                         | 1998  | Catherine Breton      | Fred et Jamy         |                                                   | Enquête sur la radioactivité, que l'on retrouve notamment dans le Limousin, riche en éléments radioactifs naturels tels l'Uranium et le Radon, issus du granite |
| Le magnétisme                                            | 2002  | Christophe Chayé      | Sabine et Jamy       |                                                   | |
| Les plus grands manèges au monde                         | 1994  | Catherine Breton      | Fred et Jamy         |                                                   | |
| Lumière et illusions                                     | 2012  | Benoît Grimont        | Fred et Jamy         |                                                   | |
| Mètre, kilo, seconde : les sorciers prennent des mesures | 2007  | Christophe Renon      | Sabine et Jamy       |                                                   | Présentation de la métrologie. |
| Piles et batteries : les sorciers se mettent au courant  | 2005  | Vincent Basso-Bondini | Fred et Jamy         |                                                   | |
| Remettons nos pendules à l'heure                         | 1995  | Catherine Breton      | Fred et Jamy         |                                                   | Horloges, clepsydre, cadran solaire… |
| Voyage au cœur de la matière                             | 2006  | Isabelle Hostalery    | Fred et Jamy         |                                                   | Visite au Large Hadron Collider de l'Organisation européenne pour la recherche nucléaire                                                                        |
| Voyage dans l'invisible                                  | 1996  | Didier Fraisse        | Fred et Jamy         |                                                   | Exploration des formes de vie de l’infiniment petit : insectes, animaux, bactéries, etc.                                                                        |
| Manèges : le grand frisson                               | 2011  |                       | Fred, Jamy et Sabine |                                                   | L'équipe de « C'est pas sorcier » part à la découverte des attractions les plus impressionnantes d'Europe.                                                      |

### Énergie
| Titre                                               | Année | Réalisateur           | Animateurs           | DVD                                               | Résumé |
| --------------------------------------------------- | ----- | --------------------- | -------------------- | ------------------------------------------------- | --- |
| Alerte nucléaire !                                  | 2011  | Isabelle Hostalery    | Fred et Jamy         |                                                   | |
| Ça gaz                                              | 1996  | Catherine Breton      | Fred et Jamy         | Les énergies : restez au courant !                | Direction Lacq afin de mieux comprendre l'exploitation du gaz naturel.                                                                                       |
| Du solaire au pays de l’or noir                     | 2012  | Benoit Grimont        | Fred et Jamy         | Tous au vert ! Des solutions pour l'environnement | |
| Énergies de la mer : des océans au courant !        | 2009  | François Davin        | Fred et Jamy         |                                                   | |
| L'aventure de l'électricité                         | 1997  | Didier Fraisse        | Fred et Jamy         |                                                   | L’origine de l’électricité et sa découverte, ses formes et son utilisation dans la vie quotidienne.                                                          |
| Le pétrole                                          | 1998  | Franck Chaudemanche   | Fred et Jamy         |                                                   | Fred et Jamy se lancent dans l'exploitation de pétrole. Ils se rendent en Aquitaine puis à la raffinerie de Grandpuits.                                      |
| L'électricité : quand les branchés disjonctent      | 1994  | François Chayé        | Fred et Jamy         |                                                   | Fred et Jamy dévoilent les secrets de l’électricité en se rendent à la centrale de La Maxe, au laboratoire des Renardières et en suivant les réseaux d'EDF.  |
| L'énergie nucléaire                                 | 2006  | Vincent Basso Bondini | Fred et Jamy         | Les énergies : restez au courant !                | Visite de la centrale nucléaire de Chooz |
| Les barrages                                        | 1996  | Catherine Breton      | Fred et Jamy         | Les énergies : restez au courant !                | Explication du mode de fonctionnement d'un barrage et de sa construction depuis les barrages de Tignes et de la Girotte.                                     |
| Les centrales nucléaires                            | 1995  | Franck Chaudemanche   | Fred et Jamy         |                                                   | Depuis la centrale nucléaire de Cattenom en Moselle, un arrêt du réacteur pour des travaux d’entretiens permet de visiter l'installation.                    |
| Les déchets nucléaires                              | 1995  | Franck Chaudemanche   | Fred et Jamy         |                                                   | À la centrale nucléaire de Cattenom puis à La Hague : le traitement des déchets radioactifs.                                                                 |
| Les plates-formes pétrolières                       | 1998  | Franck Chaudemanche   | Fred et Jamy         |                                                   | |
| L'hydrogène : combustible du futur ?                | 2007  | Isabelle Hostalery    | Fred et Jamy         |                                                   | L’hydrogène, l’énergie du futur ? |
| Lumières de la ville : les sorciers nous éclairent  | 2007  | Luc Baudonnière       | Fred et Jamy         |                                                   | |
| Les nouvelles énergies : la planète carbure au vert | 2002  | Lorraine Subra-Moreau | Sabine, Fred et Jamy | Attention planète fragile                         | Découverte des nouvelles énergies : éolien, solaire et piles à combustibles                                                                                  |
| Que faire des déchets nucléaires ?                  | 2006  | Vincent Basso-Bondini | Fred et Jamy         | Les énergies : restez au courant !                | Que fait-on des déchets nucléaires ? Combien de temps faut-il pour qu'un déchet cesse d'être radioactif ? Les sorciers mènent l'enquête à Chooz puis à Bure. |
| Tous au charbon                                     | 1995  | Catherine Breton      | Fred et Jamy         |                                                   | Fred descend au fond de la mine de La Houve pour suivre la journée du mineur                                                                                 |

### Technologies et industrie
| Titre                                                     | Année | Réalisateur           | Animateurs           | DVD        | Résumé |
| --------------------------------------------------------- | ----- | --------------------- | -------------------- | ---------- | --- |
| Attention aux usines à risques !                          | 2002  | Lorraine Subra-Moreau | Sabine et Jamy       |            | Sabine se rend à Saint-Fons au coeur du couloir de la chimie, dans une usine classée Seveso                                                                             |
| Dans le coton, tout est bon !                             | 2003  | Luc Baudonnière       | Sabine, Fred et Jamy |            | Tandis que Sabine se rend dans une exploitation de coton à Ouro Branco, Fred se rend dans une entreprise textile dans le nord de la France                              |
| La grande lessive                                         | 2000  | Franck Chaudemanche   | Sabine et Jamy       |            | |
| L'aluminium                                               | 2001  | Michel Carraud        | Sabine et Jamy       |            | Découverte de l'industrie de l'aluminium à Dunkerque dans le Nord |
| Le caoutchouc : les sorciers mettent la gomme             | 2003  | Luc Baudonnière       | Sabine, Fred et Jamy |            | Dans le Mato Grosso, Sabine va à la rencontre des seringueiros, qui récoltent le latex issu de l'hévéa. Fred observe sa transformation au Centre Français du Caoutchouc |
| Le dernier charbon                                        | 2001  | Christophe Renon      | Sabine et Jamy       |            | L’exploitation du charbon depuis Freyming-Merlebach, en Moselle, peu de temps avant la fermeture de la mine                                                             |
| Le dire c'est bien, le fer c'est mieux                    | 1995  | Franck Chaudemanche   | Fred et Jamy         |            | Fred prend la direction de l'usine sidérurgique de Florange où est exploité le fer                                                                                      |
| Le grand voyage de l’électricité                          | 2011  | Rémi Fourneaux        | Fred et Jamy         |            | |
| Le nanomonde se secoue les puces                          | 2003  | Christophe Renon      | Sabine et Jamy       |            | A Grenoble, le CEA et STMicroelectronics ouvrent leurs portes à l'étude des semi-conducteurs et des transistors                                                         |
| Le papier : il n'a pas toujours la fibre écologique       | 2007  | Luc Baudonnière       | Sabine et Jamy       |            | La consommation de papier affecte l’environnement. |
| Le plastique, ça nous emballe                             | 2001  | Catherine Breton      | Sabine et Jamy       |            | En route pour la Plastics Vallée, dans l'Ain et le Jura, où sont fabriqués aspirateurs, pare-chocs, lunettes, balles de tennis ou robes haute couture.                  |
| Le verre dans tous ses états                              | 2011  | Pascal Léonard        | Fred et Jamy         |            | |
| L'électroménager : les sorciers font bon ménage           | 2007  | Vincent Basso-Bondini | Fred et Jamy         |            | |
| Les céramiques : les sorciers tournent autour du pot      | 2006  | Luc Baudonnière       | Fred et Jamy         |            | Fred et Jamy se rendent dans la région de Limoges afin de comprendre la fabrication traditionnel de la poterie ainsi que de la porcelaine                               |
| Les lasers                                                | 1998  | Pascal Léonard        | Fred et Jamy         |            | Les domaines d’application de la lumière laser. |
| Les nanotechnologies : Où se cachent-elles ?              | 2010  | Rémi Fourneau         | Sabine et Jamy       |            | |
| Les parfums                                               | 1999  | Étienne Toussaint     | Fred et Jamy         | Les 5 sens | |
| Les pneus : les Sorciers mettent la pression              | 2003  | Lorraine Subra-Moreau | Sabine, Fred et Jamy |            | Fred et Sabine se rendent dans des usines Michelin à Roanne et Vitoria afin de découvrir les secrets de la conception des pneus                                         |
| Les robots                                                | 1998  | Pascal Léonard        | Fred et Jamy         |            | |
| Les sorciers se mettent au verre                          | 1996  | Franck Chaudemanche   | Fred et Jamy         |            | Jamy cherche à remplacer la carafe brisée par Fred. Celui-ci se rend à la cristallerie de Baccarat.                                                                     |
| Les vêtements du futur : les sorciers sortent leur griffe | 2008  | Catherine Breton      | Fred et Jamy         |            | |
| Nos vêtements… de fil en aiguille                         | 1995  | François Chayé        | Fred et Jamy         |            | |
| Peut-on boire l'eau du robinet ?                          | 2012  | Patrice Bousquet      | Sabine et Jamy       |            | |

### Transports
| Titre                                                                     | Année | Réalisateur                            | Animateurs           | DVD                                               | Résumé |
| ------------------------------------------------------------------------- | ----- | -------------------------------------- | -------------------- | ------------------------------------------------- | --- |
| A fond de train                                                           | 1994  | Bernard Gonner                         | Fred et Jamy         |                                                   | Le fonctionnement des trains à grande vitesse ; du « tortillard » aux TGV.                                                                |
| A pied, à mob, en voiture… (la sécurité routière)                         | 1997  | Pascal Léonard                         | Fred et Jamy         |                                                   | |
| A380 : le nouveau géant du ciel                                           | 2009  | Christian Cascio                       | Sabine et Jamy       | Incroyables machines, sur mer ou dans les airs    | Dans l’usine d’assemblage de l’A380, la fabrication d’un A380 puis le vol dans l'appareil.                                                |
| Alerte au froid, le trafic continue !                                     | 2012  | Pascal Léonard                         | Fred et Jamy         |                                                   | |
| Au rythme d'une croisière                                                 | 2008  | Vincent Basso-Bondini                  | Fred et Jamy         | Les très très gros bateaux                        | À bord du MSC Poesia |
| De l’hydravion aux canadairs                                              | 2012  | Rémi Fourneau                          | Fred et Jamy         |                                                   | L'histoire et le fonctionnement des hydravions.                                                                                           |
| Du Normandie au Queen Mary : la légende des paquebots                     | 2008  | Vincent Basso-Bondini                  | Fred et Jamy         | Les très très gros bateaux                        | Historique des paquebots du XIXe siècle à aujourd'hui, mesures de sécurité                                                                |
| Du vent dans les voiles (le Belem)                                        | 1995  | Pascal Rambert                         | Fred et Jamy         | La conquête des mers                              | |
| Franchir les Alpes : le plus grand tunnel du monde                        | 2007  | François Davin                         | Fred et Jamy         |                                                   | |
| Il était un… très gros paquebot !                                         | 2008  | Vincent Basso-Bondini                  | Fred et Jamy         | Les très très gros bateaux                        | |
| La sécurité routière : les sorciers savent se conduire                    | 2004  | Lorraine Subra-Moreau                  | Fred et Jamy         |                                                   | Équipements de sécurité, distances d'arrêt, effets de l'alcool, la drogue et la fatigue sur la conduite...                                |
| Le métro                                                                  | 1996  | Catherine Breton                       | Fred et Jamy         |                                                   | |
| Le naufrage de l'Erika, la marée noire était en noir                      | 2000  | Catherine Breton                       | Sabine, Fred et Jamy |                                                   | |
| Le TGV                                                                    | 2002  | Christophe Renon                       | Sabine et Jamy       |                                                   | |
| Le vol à voile : ça plane pour les sorciers !                             | 2002  | Catherine Breton                       | Sabine, Fred et Jamy | La conquête du ciel                               | |
| Les acrobates du ciel                                                     | 2013  | Isabelle Hostalery                     | Fred et Jamy         | Incroyables métiers                               | La Patrouille de France et ses acrobaties                                                                                                 |
| Les aéroports 1                                                           | 1999  | Franck Chaudemanche                    | Sabine, Fred et Jamy |                                                   | |
| Les aéroports 2                                                           | 1999  | Franck Chaudemanche                    | Sabine, Fred et Jamy |                                                   | Depuis Roissy, les avions et la circulation aérienne.                                                                                     |
| Les autoroutes : les sorciers font sauter les bouchons                    | 2006  | Pascal Léonard                         | Fred et Jamy         |                                                   | |
| Les aventuriers du solaire                                                | 2012  | Benoît Grimon                          | Fred et Jamy         |                                                   | |
| Les ballons : c'est gonflé !                                              | 1999  | Franck Chaudemanche                    | Fred et Jamy         |                                                   | Le pilotage et le fonctionnement d'une montgolfière.                                                                                      |
| Les dirigeables, navires du ciel                                          | 2001  | Lorraine Subra-Moreau                  | Sabine et Jamy       | La conquête du ciel                               | |
| Les ferries                                                               | 1999  | Franck Chaudemanche                    | Fred et Jamy         |                                                   | |
| Les gares : les sorciers mènent bon train                                 | 2004  | Luc Baudonnière                        | Fred et Jamy         |                                                   | |
| Les grands vaisseaux de rois                                              | 2002  | Christophe Renon                       | Sabine, Fred et Jamy | La conquête des mers                              | |
| Les grands voiliers de course : les Sorciers vont plus vite que le vent ! | 2008  | Christophe Renon                       | Fred et Jamy         | Les très très gros bateaux                        | À la découverte des voiliers de course au large.                                                                                          |
| Les hélicoptères                                                          | 1997  | Franck Chaudemanche                    | Fred et Jamy         | La conquête du ciel                               | |
| Les marées noires                                                         | 1998  | Pascal Léonard                         | Fred et Jamy         |                                                   | |
| Les moteurs d'avion : ça va décoller !                                    | 2005  | François Davin                         | Fred et Jamy         |                                                   | Découverte du fonctionnement des réacteurs d'avion ainsi que leur fabrication sur le site de la SNECMA en région parisienne               |
| Les motos                                                                 | 1998  | Catherine Breton                       | Fred et Jamy         |                                                   | Histoire de la moto, mécanisme du moteur, présentation de l'équipement et des principes physiques qui interviennent quand une moto roule. |
| Les phares                                                                | 1999  | Sophie Thomas-Gérard                   | Fred et Jamy         | La conquête des mers                              | |
| Les plus gros navires au monde                                            | 1994  | Catherine Breton                       | Fred et Jamy         |                                                   | |
| Les sorciers ne manquent pas d'air ! (l'aérodynamique)                    | 1997  | Catherine Breton                       | Fred et Jamy         |                                                   | |
| Les voitures de course : les sorciers ont la formule                      | 2000  | Pascal Léonard                         | Fred et Jamy         |                                                   | Dans les coulisses de la compétition automobile.                                                                                          |
| Quand les camions prennent le train (le ferroutage)                       | 2002  | Luc Baudonnière                        | Fred et Jamy         |                                                   | |
| Que fait-on des vieux avions ?                                            | 2012  | Rémi Fourneau                          | Fred et Jamy         |                                                   | |
| Quel trafic !                                                             | 1996  | Pascal Léonard                         | Fred et Jamy         |                                                   | |
| Roissy : l'envolée du trafic                                              | 2011  | Rémi Fourneaux                         | Fred et Jamy         |                                                   | |
| Roulez branchés : les voitures électriques                                | 1995  | Catherine Breton                       | Fred et Jamy         |                                                   | |
| Roulez plus propre !                                                      | 2003  | Lorraine Subra-Moreau, Luc Baudonnière | Sabine, Fred et Jamy | Objectif : Terre propre !                         | |
| Des mers sous surveillance - Sauveteurs des mers                          | 2011  | Richard Cloué                          | Fred et Jamy         |                                                   | |
| Sécurité aérienne : les sorciers contrôlent                               | 2009  | Christian Cascio                       | Fred et Jamy         |                                                   | |
| Transports en commun : quand la ville change d'air                        | 2005  | Isabelle Hostalery, François Davin     | Fred et Jamy         | Objectif : Terre propre !                         | |
| Une affaire qui roule (l'automobile)                                      | 1994  | François Chayé                         | Fred et Jamy         |                                                   | Direction l'usine Renault de Flins pour suivre la fabrication d'une voiture de sa conception au crash test                                |
| Voitures électriques : la batterie donne le rythme…                       | 2010  | Rémi Fourneau                          | Fred et Jamy         | Tous au vert ! Des solutions pour l'environnement | En région parisienne, à la découverte de nouveaux modèles.                                                                                |
| Vol au-dessus d'un nid d'avions                                           | 1995  | Franck Chaudemanche                    | Fred et Jamy         |                                                   | |

### Défense
| Titre                                                                | Année | Réalisateur         | Animateurs           | DVD                                            | Résumé |
| -------------------------------------------------------------------- | ----- | ------------------- | -------------------- | ---------------------------------------------- | --- |
| Les avions de chasse                                                 | 1996  | Franck Chaudemanche | Fred et Jamy         | La conquête du ciel                            | Direction l'École de chasse de Tours et le centre d'essais d'Istres afin de découvrir les Alpha Jet, Mirage 2000 et Rafale          |
| Dans le secret des commandos                                         | 2012  | Richard Cloue       | Fred et Jamy         | Incroyables métiers                            | |
| Drôles de drones                                                     | 2009  | Rémi Fourneaux      | Fred et Jamy         | Incroyables machines, sur mer ou dans les airs | Présentation de l'EADS Harfang, le fleuron des drones français                                                                      |
| Forces aériennes : les sorciers partent en mission                   | 2004  | Christophe Renon    | Fred et Jamy         |                                                | A Istres, Fred et Jamy explorent toutes structures de l'armée de l'air permettant au Mirage 2000 de réussir sa mission              |
| La dissuasion nucléaire                                              | 2000  | Étienne Toussaint   | Sabine, Fred et Jamy |                                                | Alors que Sabine se rend à l'île Longue à bord de L'Indomptable, Fred se rend à Valduc, le site de fabrication des armes nucléaires |
| Le porte-avions Charles de Gaulle : Les sorciers sur le pont d'envol | 2010  | Christian Cascio    | Fred et Jamy         | Incroyables machines, sur mer ou dans les airs | |
| Les pièges de la montagne                                            | 2012  | Rémy Fourneau       | Fred et Jamy         | Incroyables métiers                            | Les dangers des avalanches, le travail des sauveteurs et des pisteurs, la résistance de l'organisme au froid                        |
| Les porte-avions                                                     | 1998  | Didier Fraisse      | Fred et Jamy         | La conquête des mers                           | Visite du porte-avions Foch. |
| Les sous-marins de la dissuasion                                     | 2011  | Benoît Grimon       | Fred et Jamy         |                                                | |
| Les sous-marins nucléaires                                           | 2000  | Christophe Renon    | Fred et Jamy         |                                                | Visite du SNA Saphir. |
| Mission internationale pour le Charles de Gaulle                     | 2010  | Christian Cascio    | Fred et Jamy         | Incroyables machines, sur mer ou dans les airs | Fred embarque sur le Charles de Gaulle, en mission fictive au sein des forces de l'OTAN                                             |
| Silence, on coule ! (les sous-marins)                                | 1994  | Catherine Breton    | Fred et Jamy         |                                                | Visite de l'Espadon, un sous-marin militaire et présentation des postes-clés et des équipements indispensables pour naviguer        |

### Grands travaux - Architecture
| Titre                                                          | Année | Réalisateur                            | Animateurs           | DVD                       | Résumé |
| -------------------------------------------------------------- | ----- | -------------------------------------- | -------------------- | ------------------------- | --- |
| Aux Champs-Elysées : histoire de la plus belle avenue du monde | 2007  | Christian Haerrig                      | Sabine et Jamy       |                           | |
| Bio-habitat : la maison se met au vert                         | 2006  | Lorraine Subra-Moreau                  | Sabine et Jamy       | Objectif : Terre propre ! | |
| La Grande Arche de la Défense                                  | 2002  | Christophe Renon                       | Sabine et Jamy       | Quels chantiers !         | |
| La Tour Eiffel                                                 | 1996  | Franck Chaudemanche                    | Fred et Jamy         | Quels chantiers !         | |
| La Tour Eiffel des pieds à la tête                             | 2013  | François Davin                         | Fred et Jamy         |                           | |
| Le béton : les sorciers au pied du mur                         | 2005  | Luc Baudonnière                        | Fred et Jamy         |                           | |
| Le stade de France                                             | 1998  | Franck Chaudemanche                    | Fred et Jamy         |                           | Fred nous fait découvrir le Stade de France et son architecture très moderne. En nous guidant à travers cet immense stade, il nous explique les différentes campagnes de construction et nous révèle les secrets de fabrication et de pose de la pelouse. |
| Le tunnel sous la Manche (l'Eurotunnel)                        | 2000  | Catherine Breton                       | Sabine et Jamy       | Quels chantiers !         | |
| Le viaduc de Millau : les sorciers font le pont                | 2003  | Luc Baudonnière                        | Fred, Jamy et Sabine | Quels chantiers !         | |
| Les canaux                                                     | 2001  | Lorraine Subra-Moreau, Luc Baudonnière | Sabine et Jamy       |                           | |
| Les ponts                                                      | 1996  | Olivier Chevillard                     | Fred et Jamy         |                           | |
| Les sorciers se renvoient l'ascenseur                          | 2008  | Catherine Breton                       | Sabine, Fred et Jamy |                           | |
| Les sorciers taillent la route                                 | 1996  | Pascal Léonard                         | Fred et Jamy         |                           | |
| Les tours infernales                                           | 1994  | Bernard Gonner                         | Fred et Jamy         |                           | |
| Nos maisons de demain                                          | 2012  | Vincent Basso-Bondini, Guillaume Jupin | Sabine, Fred et Jamy |                           | |

### Communication
| Titre                                                               | Année | Réalisateur             | Animateurs     | DVD | Résumé                                                                |
| ------------------------------------------------------------------- | ----- | ----------------------- | -------------- | --- | --------------------------------------------------------------------- |
| Au bout du fil… le téléphone                                        | 1995  | Franck Chaudemanche     | Fred et Jamy   |     | Le réseau téléphonique.                                               |
| Bibliothèque nationale, la mémoire à livre ouvert !                 | 2009  | Luc Baudonnière         | Sabine et Jamy |     |                                                                       |
| Comme une lettre à la Poste                                         | 1998  | Catherine Breton        | Fred et Jamy   |     |                                                                       |
| De la caméra au téléviseur : le voyage de l'image                   | 2005  | Isabelle Hostalery      | Fred et Jamy   |     |                                                                       |
| Ici l'onde (la radio)                                               | 1996  | Pascal Léonard          | Fred et Jamy   |     | Le fonctionnement de la radio depuis une station de radio-amateurs.   |
| INA : la mémoire audiovisuelle                                      | 2004  | Christophe Renon        | Sabine et Jamy |     |                                                                       |
| Internet : les pirates tissent leur toile                           | 2005  | François Davin          | Fred et Jamy   |     |                                                                       |
| La photo numérique : les sorciers prennent une bonne résolution     | 2006  | François Davin          | Fred et Jamy   |     |                                                                       |
| La télévision numérique                                             | 2000  | Catherine Breton        | Fred et Jamy   |     | La télévision numérique terrestre succède à la télévision analogique. |
| Le livre dans tous ses états                                        | 1996  | François Chayé          | Fred et Jamy   |     |                                                                       |
| Le téléphone portable                                               | 1999  | Pascal Léonard          | Fred et Jamy   |     |                                                                       |
| L'écriture de A à Z                                                 | 1998  | Catherine Breton        | Fred et Jamy   |     | L’histoire de l’écriture.                                             |
| Les coulisses d'un journal télévisé                                 | 1996  | Franck Chaudemanche     | Fred et Jamy   |     |                                                                       |
| Les recettes du marketing                                           | 2002  | Thierry Boscheron       | Fred et Jamy   |     |                                                                       |
| Les sorciers jouent sur les mots                                    | 2004  | Vincent Basso-Bondini   | Sabine et Jamy |     | Histoire de la langue française.                                      |
| L'imprimerie noir sur blanc… et en couleur                          | 1995  | Franck Chaudemanche     | Fred et Jamy   |     |                                                                       |
| L'ordinateur, tout un programme                                     | 1996  | Catherine Breton        | Fred et Jamy   |     |                                                                       |
| Presse et Internet: les sorciers remontent à la source              | 2010  | Isabelle Hostalery      | Fred et Jamy   |     |                                                                       |
| Télévision numérique et Haute Définition : les sorciers s'adaptent. | 2009  | Rémi Fourneaux          | Fred et Jamy   |     |                                                                       |
| Tous à vos postes (la télévision)                                   | 1994  | Bernard Gonner          | Fred et Jamy   |     |                                                                       |
| Tu veux ma photo ?                                                  | 1995  | Catherine Breton        | Fred et Jamy   |     |                                                                       |
| Vive la presse ! (la fabrication d'un journal)                      | 1999  | Mouche Emmanuel Journel | Fred et Jamy   |     |                                                                       |
| Voyage dans le cyber-espace                                         | 1998  | Mouche Emmanuel Journel | Fred et Jamy   |     | Visites d’un cyber-café, et d’un fournisseur d’accès à Internet.      |

## Histoire, culture et société

### Histoire - Archéologie
| Titre                                                          | Année | Réalisateur                          | Animateurs           | DVD                             | Résumé |
| -------------------------------------------------------------- | ----- | ------------------------------------ | -------------------- | ------------------------------- | --- |
| Atacama : un désert entre les Andes et le Pacifique            | 2004  | Emilio Pacull et François Davin      | Sabine et Jamy       | Les civilisations andines       | |
| Au temps des Gaulois …                                         | 2011  | Lorraine Subra-Moreau                | Sabine et Jamy       |                                 | |
| Au cœur de l'Empire Inca                                       | 2007  | Pascal Léonard                       | Fred et Jamy         |                                 | Émission qui ensuite a été rediffusée avec un montage différent en 2 épisodes de 26 minutes, "le Pérou, à la découverte des Andes" et "les Incas, l'Empire du Soleil".                                                                              |
| Carcassonne : une cité au temps des chevaliers !               | 2008  | Lorraine Subra-Moreau                | Sabine et Jamy       | Histoires de pierres            | Sabine et Jamy partent explorent la cité de Carcassonne, la plus grande cité médiévale d'Europe. |
| Chasseurs d'épaves                                             | 1996  | Olivier Chevillard                   | Fred et Jamy         | Un bol d'air dans le grand bleu | |
| Christianisme : Un dieu parmi les hommes                       | 2010  | Vincent Basso-Bondini                | Fred et Jamy         | Un Dieu, 3 religions            | |
| Des dinosaures sous nos pieds                                  | 2011  | Pascal Léonard                       | Fred et Jamy         | La préhistoire                  | |
| Iles Canaries, les sorciers explorent un paradis               | 2009  | Catherine Breton                     | Sabine et Jamy       |                                 | |
| Istanbul, c'est Byzance !                                      | 2002  | Bernard Gonner                       | Sabine et Jamy       |                                 | Sabine se rend à Istanbul pour y découvrir des aspects de l'histoire des empires byzantin et ottoman ainsi que de la Turquie actuelle, en explorant le patrimoine de la ville, notamment ses mosquées, ses murailles et ses quartiers résidentiels. |
| Judaïsme : Un peuple, une religion                             | 2010  | Vincent Basso-Bondini                | Fred et Jamy         | Un Dieu, 3 religions            | |
| La Corse, toute une histoire                                   | 2009  | Pascal Léonard-Maestrati             | Fred et Jamy         |                                 | |
| La guerre de 14-18                                             | 1999  | Catherine Breton                     | Fred et Jamy         |                                 | |
| La mer morte… morte de soif !                                  | 2010  | Pascal Léonard                       | Fred et Jamy         |                                 | |
| Le débarquement de Normandie                                   | 1997  | Franck Chaudemanche                  | Fred et Jamy         |                                 | |
| Le Grand Palais épate la Galerie                               | 2004  | Catherine Breton                     | Fred et Jamy         |                                 | Découverte du grand (et du petit) Palais, témoignages de l'exposition universelle de 1900. |
| Le Louvre, du château fort au grand musée                      | 2010  | Lorraine Subra-Moreau                | Fred et Jamy         | Le Louvre                       | |
| Le musée Grévin : des célébrités en chair et en cire           | 2008  | François Davin                       | Fred et Jamy         |                                 | |
| Le Néolithique : un tournant pour l'humanité                   | 2000  | Catherine Breton                     | Sabine et Jamy       | L'histoire de la civilisation   | |
| Le Père Noël, on ne lui fait pas de cadeaux                    | 2003  | François Davin                       | Fred et Jamy         | Les quatre saisons              | |
| Les amérindiens de Guyane, des peuples oubliés                 | 2002  | Luc Baudonnière                      | Sabine, Fred et Jamy |                                 | |
| Les bâtisseurs de cathédrales                                  | 1997  | François Chayé                       | Fred et Jamy         |                                 | |
| Les calendriers, ça date !                                     | 2008  | Catherine Breton                     | Fred et Jamy         |                                 | |
| Les châteaux de la Loire : la Renaissance                      | 1999  | Catherine Breton                     | Fred et Jamy         | Histoire de France              | |
| Les cités englouties d'Égypte                                  | 2007  | Isabelle Hostalery et Sabine Quindou | Sabine et Jamy       |                                 | |
| Les fortifications de Vauban                                   | 2006  | Isabelle Hostalery                   | Fred et Jamy         | Histoires de pierres            | |
| Les Gaulois                                                    | 2000  | Catherine Breton                     | Sabine, Fred et Jamy | L'histoire de la civilisation   | |
| Les hommes préhistoriques                                      | 2000  | Catherine Breton                     | Sabine, Fred et Jamy |                                 | |
| Les Incas : l'Empire du Soleil                                 | 2007  | Pascal Léonard                       | Fred et Jamy         | Les civilisations andines       | |
| Les Mayas                                                      | 1999  | Pascal Léonard                       | Fred et Jamy         | L'histoire de la civilisation   | |
| Les pygmées : les génies de la forêt                           | 2010  | Luc Baudonnière                      | Fred et Jamy         |                                 | |
| Les Templiers partent en croisade                              | 1999  | Catherine Breton                     | Fred et Jamy         | L'histoire de la civilisation   | Fred se rend à La Couvertoirade et Sainte-Eulalie au XIe siècle, sur les traces de Templiers |
| Les trésors du grand Louvre                                    | 2010  | Lorraine Subra-Moreau                | Fred et Jamy         | Le Louvre                       | |
| L'homme de Néandertal                                          | 2009  | Vincent Basso-Bondini                | Fred et Jamy         | La préhistoire                  | |
| L'Islam, de Mahomet à aujourd'hui                              | 2010  | Vincent Basso-Bondini                | Fred et Jamy         | Un Dieu, 3 religions            | |
| Lucy, Néanderthal, Cro-Magnon                                  | 1994  | François Chayé                       | Fred et Jamy         |                                 | Les différentes espèces d'hommes préhistoriques, leurs outils et l'art rupestre. |
| Paris lumière (d'Haussmann au périphérique)                    | 1999  | Catherine Breton                     | Fred et Jamy         | Histoire de France              | Visite dans le Paris du XIXe siècle des grands travaux du baron Haussmann au réseau des égouts de Paris |
| Paris s'éveille (des origines à Napoléon)                      | 1999  | Pascal Léonard                       | Fred et Jamy         | Histoire de France              | |
| Petra, une cité surgie en plein désert                         | 2010  | Pascal Léonard                       | Fred et Jamy         | Désert                          | |
| Pompéi                                                         | 2001  | Catherine Breton                     | Sabine et Jamy       |                                 | |
| Pont du Gard et Arènes de Nîmes : L'architecture gallo-romaine | 2005  | Lorraine Subra-Moreau                | Fred et Jamy         | Histoires de pierres            | |
| Sous le soleil de Versailles                                   | 2003  | Christophe Renon                     | Sabine et Jamy       | Histoires de pierres            | Visite des jardins du château de Versailles conçus par André Le Nôtre. |
| Un château très, très fort                                     | 1994  | Franck Chaudemanche                  | Fred et Jamy         | Histoire de France              | |
| Un dieu : trois religions                                      | 2010  | Vincent Basso-Bondini                | Sabine, Fred et Jamy | Un Dieu, 3 religions            | |
| Venise : une cité sortie des eaux                              | 2000  | Lorraine Subra-Moreau                | Sabine et Jamy       |                                 | |

### Arts et spectacles
| Titre                                                     | Année | Réalisateur           | Animateurs     | DVD       | Résumé |
| --------------------------------------------------------- | ----- | --------------------- | -------------- | --------- | --- |
| Accordons nos violons ! (l'orchestre symphonique)         | 1998  | Catherine Breton      | Fred et Jamy   |           | |
| Dans les coulisses de l'Opéra                             | 1999  | Pascal Léonard        | Sabine et Jamy |           | Découverte des opéras de Paris : Garnier et Bastille.                                                           |
| Faire un disque… ça vous chante ?                         | 1995  | Franck Chaudemanche   | Fred et Jamy   |           | Depuis des studios d'enregistrement, le parcours d'une chanteuse qui enregistre son album.                      |
| Grandes orgues : les sorciers ont un tuyau                | 2006  | Christophe Renon      | Sabine et Jamy |           | |
| Il était toon fois… le dessin animé                       | 1997  | Catherine Breton      | Fred et Jamy   |           | |
| IMAX : le cinéma en très grand format                     | 2004  | Lorraine Subra-Moreau | Sabine et Jamy |           | Au Parc du Futuroscope. Ce numéro y est diffusé tous les jours, dans une salle consacrée aux groupes scolaires. |
| La magie des effets spéciaux                              | 2002  | Christophe Renon      | Sabine et Jamy |           | |
| La peinture                                               | 1999  | Bernard Gonner        | Fred et Jamy   | Le Louvre | |
| La restauration des œuvres d'art                          | 1999  | Bernard Gonner        | Fred et Jamy   | Le Louvre | |
| La sculpture : les sorciers sur la sellette               | 2003  | Lorraine Subra-Moreau | Sabine et Jamy |           | Depuis la manufacture de Sèvres.                                                                                |
| Le musée des inventions                                   | 2000  | Catherine Breton      | Fred et Jamy   |           | |
| Le son en concert                                         | 1994  | Bernard Gonner        | Fred et Jamy   |           | Première émission dans le camion                                                                                |
| Les coulisses d'un concert : faites parler les décibels ! | 2004  | François Davin        | Fred et Jamy   |           | |
| Les feux d'artifice : c'est le bouquet !                  | 2002  | Christophe Renon      | Sabine et Jamy |           | |
| Les luthiers : de l'arbre au violon                       | 2007  | Catherine Breton      | Fred et Jamy   |           | Fred suit la fabrication d'un violon pour Marcel, tandis que Jamy explique son fonctionnement.                  |
| Silence, on tourne ! (le cinéma)                          | 1996  | Catherine Breton      | Fred et Jamy   |           | |
| Tous en piste (Le cirque)                                 | 1996  | Franck Chaudemanche   | Fred et Jamy   |           | Sur les traces du cirque Gruss, la découverte de l'univers du cirque.                                           |
| Voyage en 3D sur les traces du Petit Prince               | 2010  | Isabelle Hostalery    | Sabine et Jamy |           | |

### Économie et Société
| Titre                                                 | Année | Réalisateur                      | Animateurs           | DVD                    | Résumé |
| ----------------------------------------------------- | ----- | -------------------------------- | -------------------- | ---------------------- | --- |
| Au feu, les pompiers !                                | 1994  | Bernard Gonner                   | Fred et Jamy         |                        | Découverte du métier de pompier au travers d'une visite au sein de la brigade de sapeurs-pompiers de Paris                                  |
| Au pays des jouets                                    | 2011  | Christophe Renon                 | Fred et Jamy         |                        | |
| Au nom de la loi                                      | 1997  | Catherine Breton                 | Fred et Jamy         |                        | Le fonctionnement de la justice en France expliqué depuis le palais de justice de Créteil.                                                  |
| Dans la peau d'un maire                               | 2008  | Isabelle Hostalery               | Fred et Jamy         |                        | Présentation du métier du détenteur du pouvoir exécutif dans les communes. Fred devient pour une journée le maire de Mûrs-Erigné.           |
| Des hommes de toutes les couleurs                     | 1997  | Catherine Breton                 | Fred et Jamy         |                        | La notion de race et les couleurs de la peau humaine sont abordées au travers d'une visite au Musée de l’Homme de Paris.                    |
| D'où viennent les Français ?                          | 2004  | Vincent Basso-Bondini            | Sabine et Jamy       |                        | |
| Histoires de banlieues                                | 2002  | Luc Baudonnière                  | Sabine, Fred et Jamy |                        | |
| La banque : les sorciers demandent des comptes        | 2008  | Christophe Renon                 | Fred et Jamy         |                        | La valeur de l'argent, l'ouverture de crédit, le fonctionnement d'une carte bancaire.                                                       |
| La justice pénale internationale                      | 2008  | Vincent Basso-Bondini            | Fred et Jamy         |                        | |
| La police scientifique contre le crime organisé       | 2009  | Vincent Basso-Bondini            | Sabine, Fred et Jamy | La police scientifique | Identification de drogues au laboratoire de l’Institut de recherche criminelle de la gendarmerie nationale                                  |
| La police scientifique traque les faussaires          | 2009  | Vincent Basso-Bondini            | Sabine, Fred et Jamy | La police scientifique | Le hacking du dispositif électronique d'un distributeur de billets.                                                                         |
| Le budget de l'État : les sorciers font les comptes   | 2006  | Catherine Breton                 | Sabine, Fred et Jamy |                        | |
| Le jeu de la loi                                      | 2002  | Lorraine Subra-Moreau            | Sabine, Fred et Jamy |                        | Découverte des institutions de la Ve République en France. Fred visite le palais Bourbon, le palais du Luxembourg et le palais de l'Élysée. |
| Les casques bleus : des soldats pour la paix          | 2007  | Frédéric Courant, François Chayé | Fred et Jamy         |                        | |
| Les courses hippiques                                 | 2002  | Catherine Breton                 | Fred et Jamy         |                        | |
| Les espions                                           | 1997  | Christine Berthollier            | Fred et Jamy         |                        | |
| Les jeux de hasard                                    | 2009  | Isabelle Hostalery               | Sabine et Jamy       |                        | Présentation de l’offre de jeux en France et du plus populaire d’entre eux, le Loto.                                                        |
| L'Euro est arrivé !                                   | 2002  | Christophe Renon                 | Sabine, Fred et Jamy |                        | |
| L'Europe                                              | 1996  | Olivier Chevillard               | Fred et Jamy         |                        | Les sorciers s'intéressent à L'Europe et à ses institutions. Ils se rendent à Bruxelles et à Strasbourg.                                    |
| Par ici la monnaie                                    | 1996  | Pascal Léonard                   | Fred et Jamy         |                        | |
| Police scientifique : les sorciers jouent les experts | 2007  | Catherine Breton                 | Sabine, Fred et Jamy | La police scientifique | |
| Police scientifique : les sorciers mènent l'enquête   | 2006  | Catherine Breton                 | Sabine, Fred et Jamy | La police scientifique | |
| Quand un pays a faim                                  | 1997  | Catherine Breton                 | Fred et Jamy         |                        | |
| Que fait la police dans ses laboratoires ?            | 1995  | Franck Chaudemanche              | Fred et Jamy         |                        | |
| Qui tient les cordons de la Bourse ?                  | 1995  | Olivier Chevillard               | Fred et Jamy         |                        | Fred se rend au palais de la Bourse de Paris dans l'espoir de faire fortune avec les quelques économies de Jamy.                            |
| Sécurité routière : Tous responsables                 | 2011  | Laurent Lefebvre                 | Fred et Jamy         |                        | |
| Spécial Kosovo                                        | 1999  | Pascal Léonard                   | Fred et Jamy         |                        | Présentation de la guerre du Kosovo au travers de l’histoire de deux enfants kosovars.                                                      |

## Émissions spéciales
| Titre                                      | Année | Réalisateur                               | Animateurs           | DVD                                  | Résumé                                                                           |
| ------------------------------------------ | ----- | ----------------------------------------- | -------------------- | ------------------------------------ | -------------------------------------------------------------------------------- |
| Best of événements scientifiques 2009      | 2009  | François Davin                            | Fred et Jamy         |                                      | Revue des épisodes de 2009 et des découvertes scientifiques majeures de l'année. |
| Bonne année, bons sorciers (la Villette 2) | 1999  | Mouche Emmanuel Journel                   | Fred et Jamy         |                                      |                                                                                  |
| Clef à molette, smoking, cambouis          | 1994  | Catherine Breton                          | Fred et Jamy         |                                      |                                                                                  |
| Émission spéciale 2010                     | 2010  | Lorraine Subra-Moreau                     | Sabine, Fred et Jamy |                                      |                                                                                  |
| En route pour la jungle                    | 2010  | Luc Marescot                              | Fred et Jamy         | Fred et Jamy en route pour la jungle | Visite au cœur de la forêt du Bassin du Congo.                                   |
| Joyeux sorciers !                          | 1998  | Pascal Léonard                            | Fred et Jamy         |                                      |                                                                                  |
| L'année des sorciers                       | 1995  | Olivier Chevillard                        | Fred et Jamy         |                                      |                                                                                  |
| Le bêtisier C'est pas sorcier !            | 2003  | Catherine Breton et Lorraine Subra-Moreau | Toute l'équipe       |                                      | Best-of, bêtisier et making of de C'est pas sorcier.                             |
| L'école est finie                          | 1995  | Catherine Breton                          | Fred et Jamy         |                                      |                                                                                  |
| Noël, c'est complètement dinde !           | 2002  | Catherine Breton                          | Sabine, Fred et Jamy |                                      |                                                                                  |
| Paillotes et crustacés                     | 2000  | Pascal Léonard                            | Sabine, Fred et Jamy |                                      |                                                                                  |
| Tous à la neige !                          | 2000  | Franck Chaudemanche                       | Sabine, Fred et Jamy |                                      |                                                                                  |
| Un petit coin de France sous les tropiques | 2001  | Christophe Renon                          | Sabine, Fred et Jamy |                                      |                                                                                  |
| Un zoo pas si bête !                       | 2003  | Christophe Renon                          | Sabine, Fred et Jamy |                                      | Visite du ZooParc de Beauval : 4 000 pensionnaires répartis sur 22 hectares      |